# Úti célja ismeretlen
Az Úti célja ismeretlen Agatha Christie kémműve, amelyet először az Egyesült Királyságban a Collins Crime Club adott ki 1954. november 1-jén, az Egyesült Államokban pedig a Dodd, Mead and Company adta ki 1955-ben So Many Steps to Death címmel.
A regény Marokkóban kezdődik, ahol Hilary Craven egy kudarcba fulladt házassága után tartózkodik. Öngyilkosságot tervez, de ehelyett a brit titkosszolgálat beszervezi egy küldetésre. Arra kérik, hogy adja ki magát egy nemrégiben eltűnt atomtudós feleségének. Hilaryt hamarosan elszállítják, hogy találkozzon új "férjével".
Az 1954-1955-ös kiadás idején megjelent vélemények szerint a regény időszerű volt, és Mrs. Christie számára egyértelműen szórakoztatóbb volt írni, mint a szokásos rejtélyes regényei. Egy recenzens egyértelműen azt mondta, hogy a rejtélyes regények az erős oldala, az ilyen típusú regények pedig nem, mégis érdemes volt elolvasni.
Egy későbbi ismertető, Robert Barnard úgy érezte, hogy a regény jól indult, de elkalandozott, ahogy megtalálta az utat a megoldás felé. 
A regény előfeltételeként említette azokat a nagyra becsült tudósokat, akik a második világháború alatt Los Alamosban dolgoztak az atombombán, és eltűntek, amikor beköszönt a béke; Bruno Pontecorvo, aki 1950-ben disszidált a Szovjetunióba, és Klaus Fuchs elméleti fizikus, aki titkos információkat küldött a Szovjetuniónak, és körülbelül ugyanebben az időben börtönbe került ezért a bűncselekményért.
Ez egyike annak a négy Christie-regénynek, amelyhez nem készült semmilyen adaptáció, a többiek a És eljő a halál…, a Frankfurti utas és a Sors-rejtekajtó.